# Tajsjet
Tajsjet (russisk: Тайше́т, tr. Tajsjét; betyder kold flod på ketisk) er en by i Irkutsk oblast, Sibiriske føderale distrikt i Den Russiske Føderation omkring 680 kilometer nordvest for oblastens administrative center, Irkutsk. Byen har 34.491(2021) indbyggere og blev grundlagt i 1897 .

## Historie
Tajsjet blev grundlagt i 1897  som et forsyningsdepot og en station til Den transsibiriske jernbane, på jernbanenettets 4515 km. Bebyggelsen blev fik bystatus i 1938. Fra 1930'erne har Tajsjet været udgangspunktet for Bajkal–Amur jernbanen, og siden 2008 udgangspunktet for Olierørledning Østsibirien-Stillehavet.
I perioden fra 1930'erne til 1950'erne fungerede Tajsjet som administrativ center for de to Gulag arbejdslejre Oserlag og Angarstroy.[kilde mangler] Efter anden verdenskrig udgjorde kontingenter af japanske krigsfanger fra Guandong-armeen og tyske krigsfanger en stor del af de indsatte i disse lejre, som regel indsat på domme af 25 års varighed. De arbejdede på jernbanestrækningen Baikal-Amur. Dødeligheden var stor og det sagdes at der mellem Tajsjet og Bratsk var en "død mand under hver jernbanesvelle".[kilde mangler] De overlevende tyskere blev hjemsendt i efteråret 1955, efter den vesttyske forbundskansler Konrad Adenauer besøg i Moskva.

### Indbyggerudvikling
| År   | Indbyggertal |
| ---- | ------------ |
| 1939 | 21.087       |
| 1959 | 33.499       |
| 1970 | 34.232       |
| 1979 | 38.249       |
| 1989 | 42.391       |
| 2002 | 38.535       |
| 2010 | 35.485       |

Note: Data fra folketællinger